# Santa Maria in Via

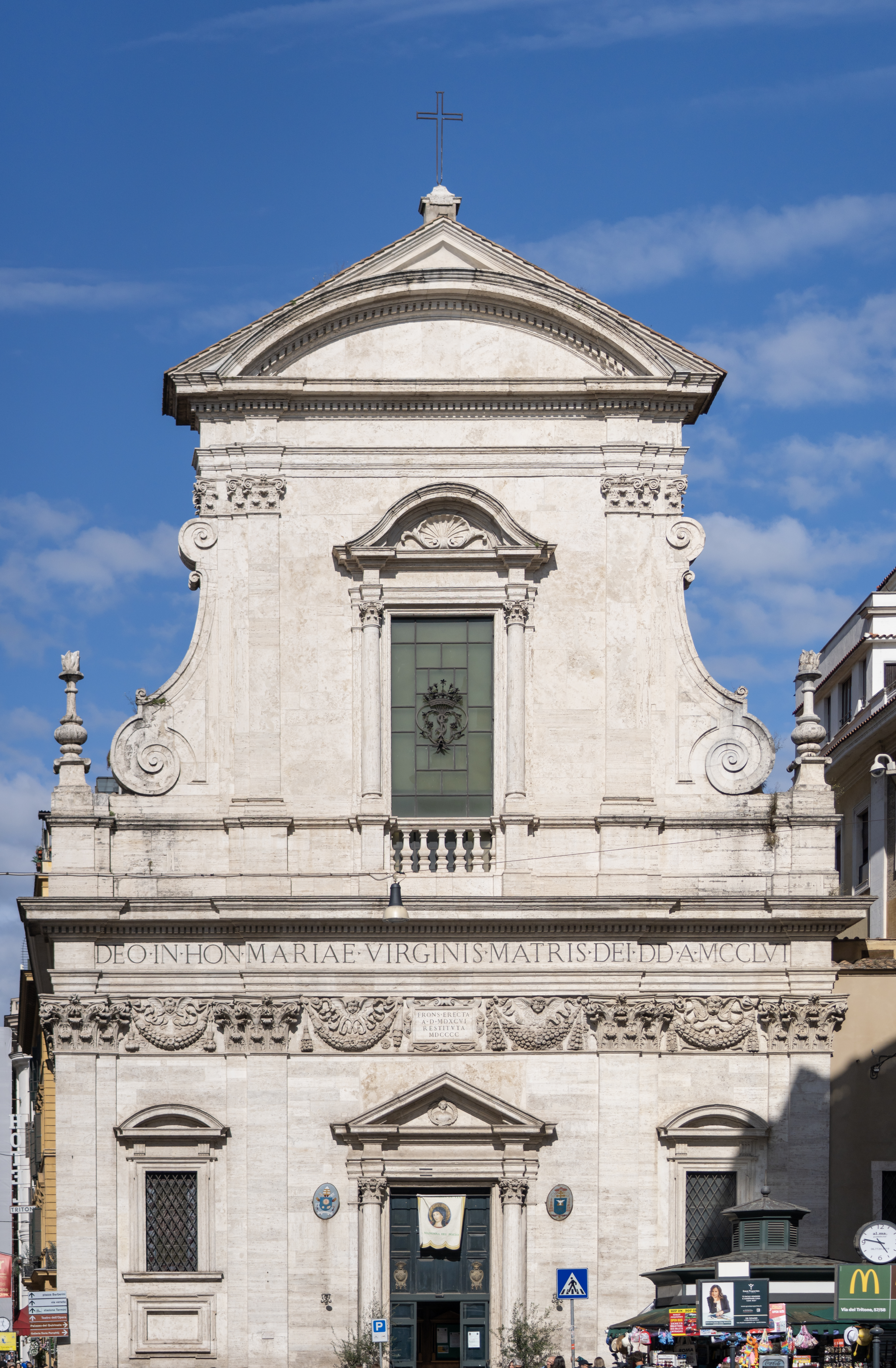
Fassade des Gebäudes

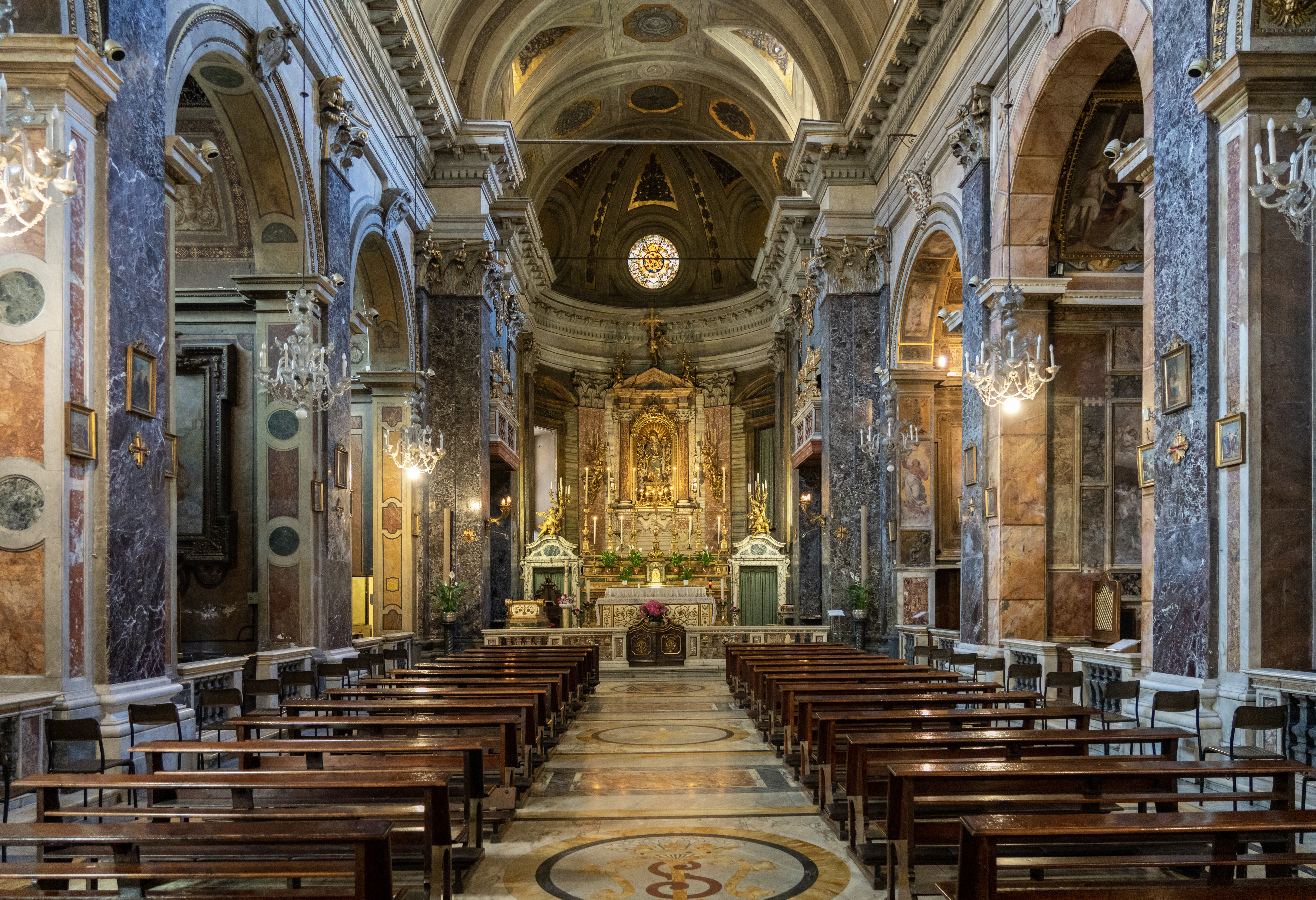
Innenraum

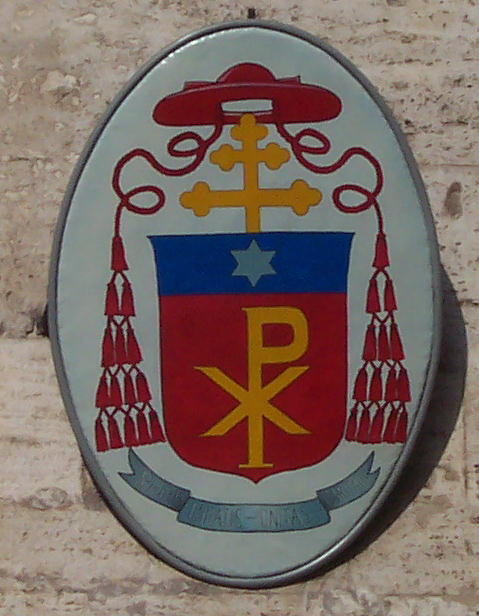
Wappen des Kardinals Antonio José González Zumárraga (Ecuador) rechts außen am Eingangs

Die Basilika Santa Maria in Via (lateinisch Sanctae Mariae in Via), auch Madonna del Pozzo, ist eine von mehreren Hundert katholischen Kirchen in Rom. Sie wurde in ihrer jetzigen barocken Form von 1491 bis 1513 erbaut und befindet sich an der Straße Via del Tritone etwa 150 Meter nordwestlich des Trevi-Brunnens im römischen Stadtteil Trevi. 
Das Kirchengebäude, das wie viele in Rom keinen Kirchturm hat, besteht neben dem Kirchenschiff aus fünf Kapellen und hat einen marmornen Altar aus dem Jahre 1758. 

## Geschichte
An der Stelle befand sich ab dem 9. Jahrhundert ein kleines Gotteshaus. 1165 wird der Name Santa Maria in Via erstmals urkundlich erwähnt. In Via bedeutet auf dem Weg und bezieht sich auf die nahegelegene Römerstraße Via Flaminia.
An der Stelle befand sich das Domizil des Kardinals Pietro Capocci. Nach der Legende trat in der Nacht zum 26. September 1256 Wasser aus, worauf kurz darauf ein Bild von Maria, der Mutter Jesu, auf dem Wasser zu sehen war. Als er es nahm, verschwand das Wasser sofort. Papst Alexander IV. erklärte diese Begebenheit zu einem Wunder und veranlasste den Bau einer Kapelle, die noch heute erhalten ist (heute die erste rechts). Die Vertiefung ist noch immer erhalten.
Papst Innozenz VIII. ließ das Bauwerk im späten 15. Jahrhundert neu bauen. Die Fassade wurde von Giacomo della Porta (1532–1602) gestaltet.
Im Jahr 1551 erklärte Papst Julius III. die Kirche zur Titelkirche Titulus Sanctae Mariae in Via; erster Kardinalpriester war Giulio della Cornea, kurzzeitig war dies auch der Heilige Robert Bellarmin SJ.
Die Kirche dient als nationale Kirche in Rom für die ecuadorianische Gemeinde.
Die Kirche gehört seit 1513 zum Servitenorden.
In Santa Maria in Via heirateten einige berühmte Komponisten: Girolamo Frescobaldi wurde am 18. Februar 1613 in der Sakristei mit Orsola del Pino vermählt,
und am 1. Juni 1828 heirateten in der Kirche der berühmte Opernkomponist Gaetano Donizetti und Virginia Vasselli.
Am 18. Oktober 2020 wurde die Pfarrei aufgelöst und das Gebiet kam zur Pfarrei S. Agapito.